# Verrucaria floerkeana
Verrucaria floerkeana är en lavart som beskrevs av Dalla Torre & Sarnth. Verrucaria floerkeana ingår i släktet Verrucaria och familjen Verrucariaceae.  Arten är reproducerande i Sverige. Inga underarter finns listade i Catalogue of Life.